# Symphorema
Symphorema, biljni rod medićevki smješten u potporodicu Symphorematoideae. Sastoji se od 3 vrste penjačica i grmova raširenih po Indiji, južnoj Kini. Mjanmaru, Tajlandu i Filipinima

## Opis
Grmlje, obično penjajuće. Dlake zvjezdaste. Listovi nasuprotni, jednostavni, rubovi cjeloviti ili nazubljeni. Cvatovi na cvjetnoj stabljici, cime glavičaste, pokrivene pršljenom od 6 istaknutih ovojnih brakteja. Čaška 5- ili 6-zubasta. Vjenčić bijel, malen, cjevast cilindričan, režnjeva 6-16(-18). Prašnici 6-16(-18). Jajnik 2- ili nesavršeno 4-lokularan; jajne stanice 2 po lokuli, viseće, samo 1 plodna. Kapsule indehiscentne, uključene unutar proširene čaške. Kotiledoni mesnati, obično s puno ulja. 

## Vrste
1. Symphorema involucratum Roxb.
2. Symphorema luzonicum (Blanco) Fern.-Vill.
3. Symphorema polyandrum Wight

## Sinonimi
- Analectis Juss.; J. St.-Hil. Expos. 2: 362 (1805)
- Sczegleewia Turcz.; Bull. Soc. Imp. Naturalistes Moscou 36(2): 212 (1863)